# Opspuiten

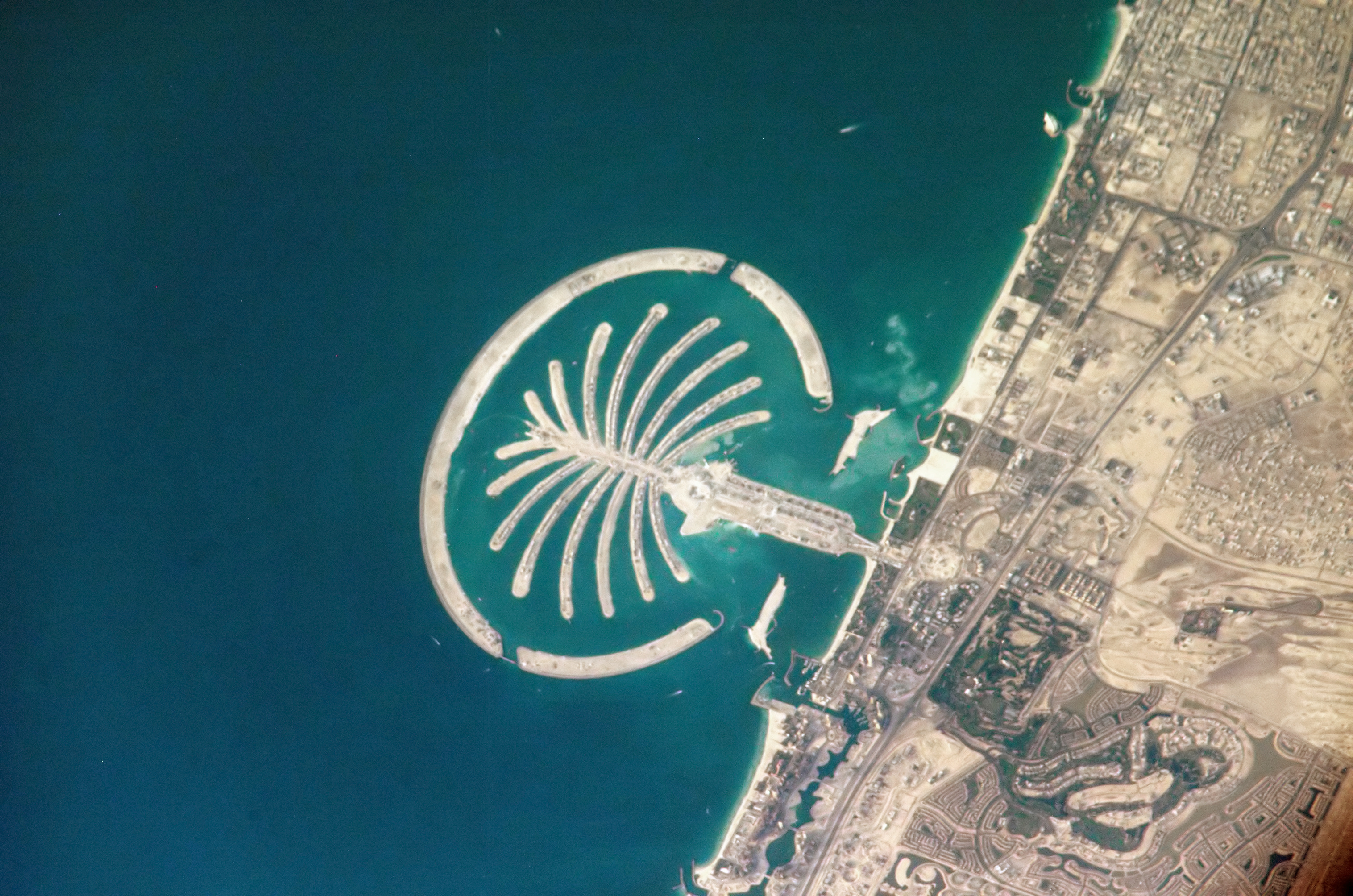
Palmeilanden

Opspuiten is het oppompen en in een boog sproeien van water met zand en baggerslib door een baggerschip. 
Zand kan opgespoten worden om dijken te maken en te verstevigen en stranden te verbreden (zandsuppletie), maar ook om kunstmatige eilanden te maken. Daarnaast kunnen ook weilanden en dergelijke worden opgespoten teneinde daar de aanleg van woonwijken en bedrijventerreinen mogelijk te maken.
Grote werken die gebruikmaken van opspuiten zijn de aanleg van de Maasvlakte en, tegenwoordig, de Tweede Maasvlakte.